# 基里利夫卡 (科托夫斯克區)
47°39′31″N 29°48′43″E / 47.65861°N 29.81194°E
基里利夫卡（烏克蘭語：Кирилівка）是位於烏克蘭西南部的村莊，由敖德萨州波季利斯克区的庫亞利尼克市鎮負責管轄。該村始建於1925年，面積0.14平方公里，海拔高度209米，2001年人口8，人口密度每平方公里57.14人。